# Leroy Gordon Cooper
Leroy Gordon »Gordo« Cooper mlajši, ameriški častnik, vojaški pilot in astronavt, * 6. marec 1927, Shawnee, Oklahoma, ZDA, † 4. oktober 2004, Ventura, Kalifornija.
Cooper je bil četrti Američan in osmi Zemljan, ki je opravil orbitalni polet okrog Zemlje.

## Življenje
Major Cooper je v okviru zadnje vesoljske odprave iz Programa Mercury Mercury 9 v vesoljski kapsuli Faith 7 (prizemlje 161 km, odzemlje 267 km) v času 34 ur 21 minut leta 1963 22-krat obletel Zemljo.
Sodeloval je tudi pri Programu Gemini in leta 1965 poletel z Gemini 5. Bil je poveljnik odprave v nadomestni posadki Apolla 10.